# Јапански хорор
Јапански хорор је хорор фикција изведена из популарне културе у Јапану, генерално позната по јединственом тематском и конвенционалном третману хорор жанра који се разликује од традиционалног западног приказа хорора. Јапански хорор тежи да се фокусира на психолошки хорор, подизање напетости (напетост) и натприродно, посебно укључујући духове (yūrei) и полтергајсте. Друга јапанска хорор фикција садржи теме народне религије као што су поседовање, егзорцизам, шаманизам, предвиђање и јокаи. Медији у којима се може наћи жанр јапанске хорор фантастике укључују уметничка дела, позориште, књижевност, филм, аниме и видео-игрице.